# Ostschweizer Kinderspital

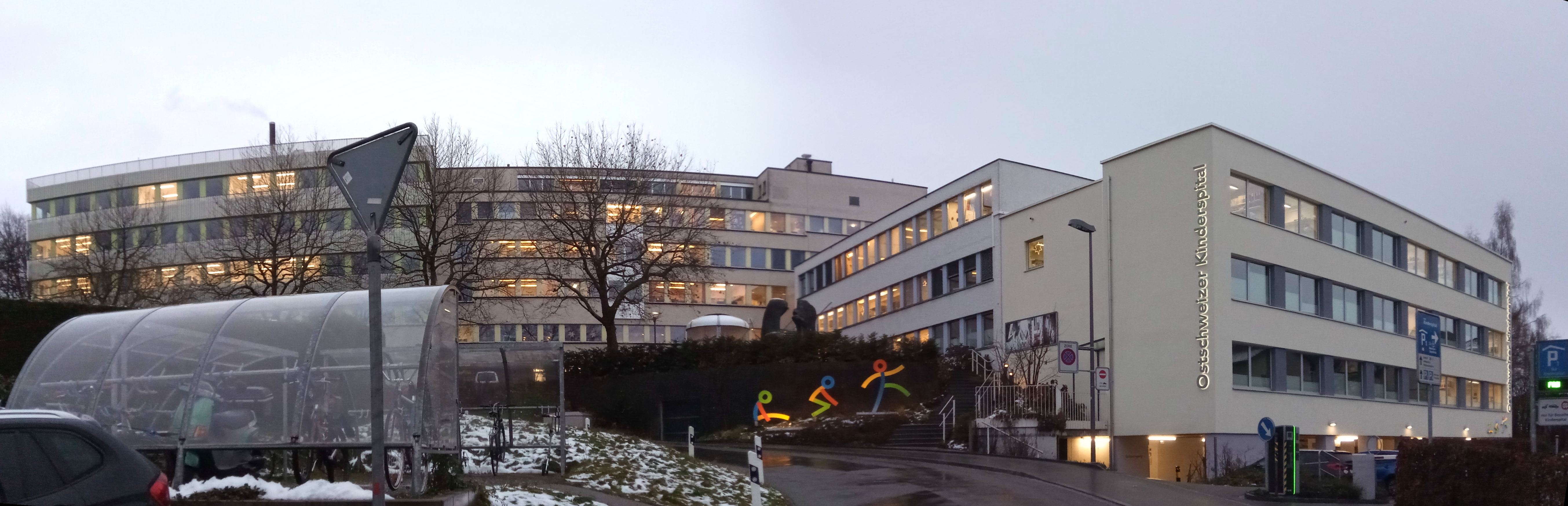
Ostschweizer Kinderspital St. Gallen (2017)

Das Ostschweizer Kinderspital ist ein regionales Zentrum für Kinderheilkunde und Kinderchirurgie in St. Gallen, Schweiz. Zu den Trägern des Spitals gehören die Ostschweizer Kantone St. Gallen, Thurgau, Appenzell Ausserrhoden, Appenzell Innerrhoden, sowie das Fürstentum Liechtenstein.
Am 18. Mai 1909 eröffnete auf Initiative der Ärztin Frida Imboden-Kaiser das Säuglingsspital. Aus ihm ging später das Ostschweizer Kinderspital hervor.
1966 wurde das Kinderspital in eine gemeinnützige Stiftung mit Sitz in St. Gallen umgewandelt. 